# Mary Decker
Mary Teresa Decker (ur. 4 sierpnia 1958 w Bunnvale, w stanie New Jersey, od 1985 jako Mary Slaney) – amerykańska lekkoatletka specjalizująca się w biegach średnio i długodystansowych, złota medalistka mistrzostw świata z Helsinek na 1500 i 3000 metrów, wielokrotna rekordzistka świata (w tym 6 rekordów ustanowionych w 1982).
Kariera Amerykanki trwała ponad 20 lat, w 1973 wygrała swój bieg na rozegranym w Mińsku meczu międzypaństwowym, rok później ustanowiła pierwsze rekordy świata (na 1000 metrów, 2:02.4 na 880 jardów oraz 2:01.8 na 800 metrów). W 1979 zdobyła złoty medal igrzysk panamerykańskich (bieg na 1500 m, San Juan). Z różnych przyczyn (kontuzje, bojkot polityczny igrzysk w Moskwie, kolizje w trakcie biegów) pomimo wielu lat obecności w ścisłej czołówce nie udało się jej sięgnąć po medal igrzysk olimpijskich. W 1985 wygrała klasyfikację punktową Finału Grand Prix IAAF nie tylko w swojej konkurencji (bieg na 3000 m), ale również łączną klasyfikację wszystkich konkurencji. W 1997 zdobyła srebrny medal halowych mistrzostw świata (bieg na 1500 m, Paryż), jednak odebrano jej medal z powodu dopingu.

## Rekordy życiowe
- bieg na 800 metrów – 1:56,90 (1985)
- bieg na 1000 metrów – 2:34,65 (1989)
- bieg na 1500 metrów – 3:57,12 (1987) były rekord Ameryki Północnej
- bieg na milę – 4:16,71 (1985) były rekord Ameryki Północnej
- bieg na 2000 metrów – 5:32,7[1] (1984)
- bieg na 3000 metrów – 8:25,83 (1985) rekord Ameryki Północnej
- bieg na 5000 metrów – 15:06,53 (1985)
- bieg na 10 000 metrów – 31:35,3[1] (1982)
- bieg na 800 metrów (hala) - 1:58,9[1] (1980)
- bieg na 1500 metrów (hala) – 4:00,8[2] (1980) 9. wynik w historii światowej lekkoatletyki
- bieg na milę (hala) – 4:20,50[3] (1982) rekord Ameryki Północnej, 9. wynik w historii światowej lekkoatletyki
- bieg na 2000 metrów (hala) – 5:34,52 (1985) rekord Ameryki Północnej, 2. wynik w historii światowej lekkoatletyki
- bieg na 3000 metrów (hala) – 8:47,3 (1982)[1]